# Crkve u stijenama Ivanova
Crkve u stijenama Ivanova (bugarski: Ивановски скални църкви, Ivanovske kamene crkve) čini skupina monolitnih crkava, kapela i manastira isklesanih u visokoj stijeni kanjona Rusenskog loma, 32 metra iznad rijeke, blizu sela Ivanovo, 18 km južno od grada Ruse u Bugarskoj. Ove crkve su potpuno drukčije od ostalih manastirskih kompleksa u Bugarskoj i postale su poznato bugarsko duhovno središte, poznate su po izvanrednim i dobro sačuvanim freskama.
Crkve Ivanova su samo dio oko stotinu srednjovjekovnih crkava, manastira, utočišta i odvojenih pustinjskih ćelija koje su nastale u razdoblju od 13. do 14. stoljeća u dolini rijeke Rusenski lom i njenih pritoka. Špilje kanjona Rusenski lom su naseljavali monasi koji su u njima isklesavali duboke prostorije u čvrstim stijenama i prakticirali "hezikazam" (grčki: hesychasmos, tiha molitva). Na vrhuncu manastirskog života u 17. stoljeću, tu je bilo oko 40 crkava i oko 300 drugih građevina od kojih mnoge nisu sačuvane. od 1979. godine upisane su na UNESCO-ov popis mjesta svjetske baštine u Europi.

## Povijest
Veliki manastir svetog arhanđela Mihovila je 1230-ih osnovao monah Joakim, koji je kasnije izabran za trnovskog patrijarha. Tijekom Drugog Bugarskog Carstva, manastir je održavao trajne veze s dvorom u Trnovu i susjednim biskupskim gradom Červenom, a njegovi glavni donatori (ktitori) bili su Ivan Asen II. (1218. – 41.), Ivan Aleksandar Bugarski (1331. – 71.) i drugi pripadnici vladajuće vlastele koji su predstavljeni fresko-portretima.
Tijekom turske okupacije ove crkve su polako odumirale. Danas monasi rabe samo glavnu crkvu Djevice Marije, kapelu i krstionicu Sv. Mihovila ("Zakopana kapela"), kapelu Gospodev Dol, Crkvu sv. Teodore ("Srušena crkva").
Nakon što su upisane kao UNESCO-ova svjetska baština 1979. godine, zbog velikog broja posjetitelja, fluktuacija u temperaturi i svjetla, freske su počele propadati i crkve su zatvorne za javnost 1980ih. Zahvaljujući pomoći UNESCO-a, crkve su obnovljene, freske restaurirane i ponovno su otvorene za javnost 2002. godine.

## Odlike
U pet crkava sačuvane su veličanstvene freske iz 13. i 14. stoljeća koje predstavljaju izvanredan primjer bugarske srednjovjekovne umjetnosti. U manastirskim prostorijama su sačuvani i mnogi zapisi, poput slavnih zapisa koje je načinio monah Ivo Gramatik od 1308. – 09. godine.
Najvažnije freske se nalaze u glavnoj crkvi manastira, crkvi Djevice Marije ili jednostavno Carkvata (bugarski za "Crkva"). Ona se nalazi 38 metara iznad puta i sastoji se od iz stijene isklesanog naosa, narteksa i pripadajuće kapele. Duga je 16 metara, visoka 4 i široka samo 2,5 metra. Njene freske su podijeljene na kvadratne dijelove u kojima su predstavljeni posljednjih sedam dana Kristova života i života sv. Ivana Krstitelja. U narteksu se nalaze portreti cara Ivana Aleksandra, carice Teodore i svetaca. Freske u kapeli prikazuju živote sirijskih pustinjaka.
- Ulaz u Gospinu crkvu
- Gospina crkva
- Kapela
- Slike u naosu
- Detalj freske naosa

## Vanjske poveznice

### Sestrinski projekti
|  | Zajednički poslužitelj ima još gradiva o temi Crkve u stijenama Ivanova |

### Mrežna sjedišta
- Manastir Ivanovo na BulgarianMonastery.com  Arhivirana inačica izvorne stranice od 29. srpnja 2010. (Wayback Machine) (engl.)